# Szolcsva
Szolcsva románul: Sălciva, falu Romániában, Bánságban, Hunyad megyében.

## Fekvése
Zámtól nyugatra, a Maros bal partján, Zám és Pozsga közt fekvő település.

## Nevének eredete

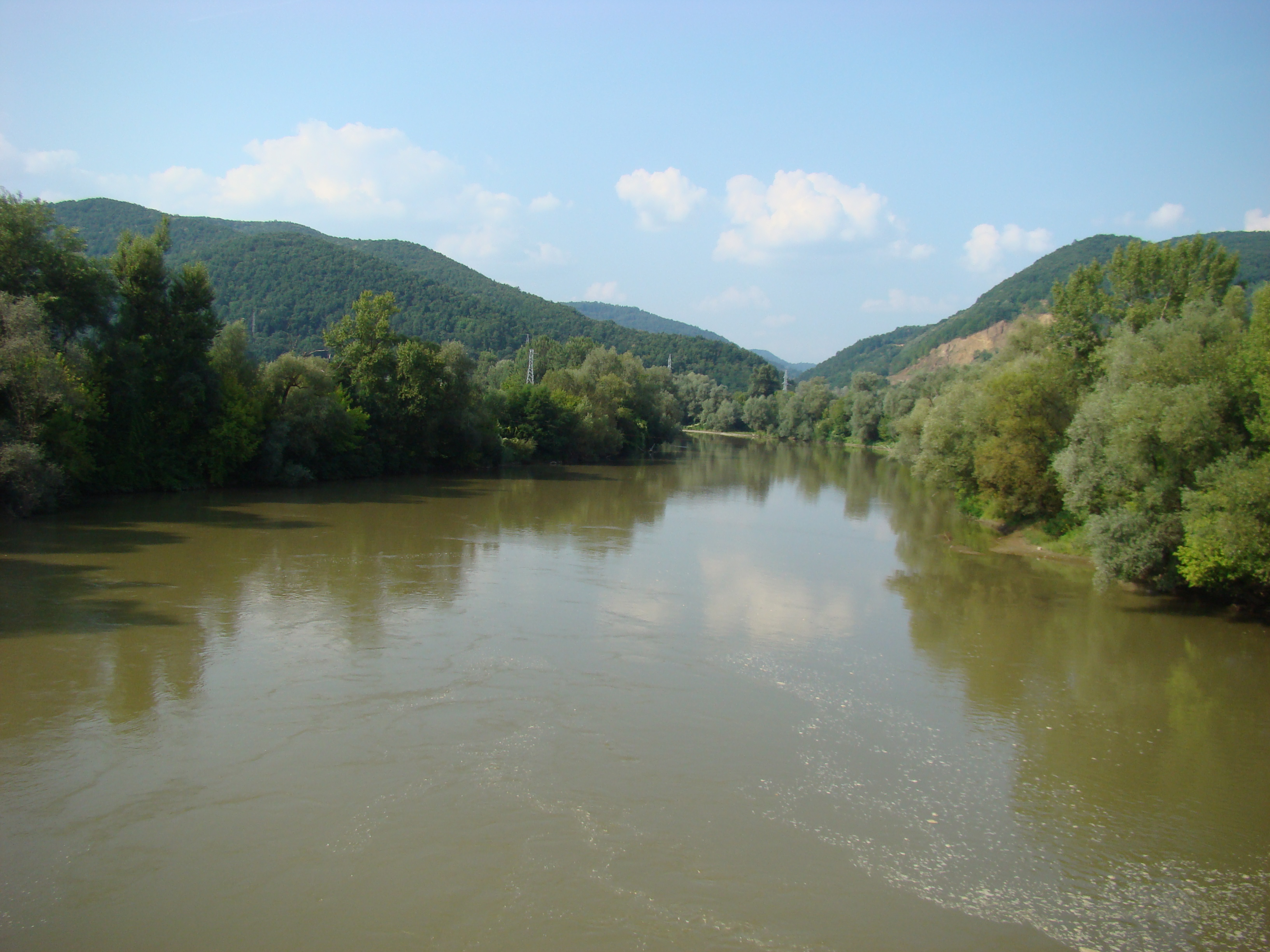
A Maros Szolcsvánál

Szolcsva, Szalcsva nevét 1445-ben említette először oklevél p. Zaczwa néven. 1445-ben Zaczwa, 1508-ban Salchwa, 1468-ban p. Zalchwa,  1539-ben és 1592-ben Zelchova, 1622-ben Zalcsova, 1690–1700 között Szalcsova, 1717-ben  Salschova, 1808-ban Szelcsova, 1913-ban Szolcsva néven említették.

## Története
1455-ben a Csanád nemzetségbeli Telegdiek mint Arad vármegyei helységet zálogba adták Illyei Dienesi Jánosnak. 1468-ban pedig már mint Hunyad vármegyei helységet sorolták fel a Dienesiek birtokában. 1508-ban azonban a Telegdiek új adományul kapták  II. Ulászló királytól.
1851-ben Fényes Elek írta a településről: „Szelcsova, Krassó vármegyében, a Maros mellett, 5 katholikus, 572 óhitü lakossal, anyatemplommal, részint róna, részint kősziklás határral. Földesura a kamara.”
A trianoni békeszerződés előtt Krassó-Szörény vármegye Marosi járásához tartozott.
1910-ben 705 lakosából 697 román, 7 magyar volt. Ebből 698 görög keleti ortodox volt.

## Látnivalók
- 18. századi ortodox fatemploma a romániai műemlékek jegyzékében a HD-II-m-A-03443 sorszámon szerepel.[1]